# Riama anatoloros
Riama anatoloros är en ödleart som beskrevs av  Kizirian 1996. Riama anatoloros ingår i släktet Riama och familjen Gymnophthalmidae. Inga underarter finns listade i Catalogue of Life.